# Янзигитово
Янзигитово (баш. Йәнйегет) — деревня Татлыбаевского сельсовета Баймакского района Республики Башкортостан.

## Географическое положение
Расстояние до:
- районного центра (Баймак): 34 км,
- центра сельсовета (Татлыбаево): 5 км,
- ближайшей железнодорожной станции (Сибай): 15 км.

## История
Основана 23 семьями из деревни Тавлукаево во главе с сыном Тавлукая зауряд-сотником Янзигитом (1752—1821) на реке Раман в 1816 году. Его сыновья Байзигит, Абдуллатиф, Юнусбай, Абдулгафар, зауряд-сотник Кусербай.
Житель этой деревни, участник Отечественной войны 1812 года, рядовой Кахтаран Мурадымов был награжден серебряными медалями.
Основное занятие населения: скотоводство. В 1839 году жители владели 300 лошадей, 300 коров, 113 овцами, 63 козами. Все 43 двора с 259 жителями кочевали с 1 июня по 20 сентября.

## Население
| 2002 | 2009 | 2010 |
| ---- | ---- | ---- |
| 392  | ↗406 | ↘362 |

Национальный состав
Согласно переписи 2002 года, преобладающая национальность — башкиры (99 %).

## Религия
В деревне есть мечеть.